# Emina Bektas
Emina Bektas (nació el 30 de marzo de 1993) es una jugadora de tenis de estadounidense.
Bektas tiene un ranking de individuales WTA más alto de su carrera, No. 82, logrado el 6 de noviembre de 2023. También tiene un ranking WTA más alto de su carrera, No. 78 en dobles, logrado el 11 de julio de 2022.
Bektas hizo su debut en el cuadro principal de Grand Slamen individual en el Abierto de Australia 2022, luego de pasar la clasificación.

## Títulos WTA (0; 0+0)

### Dobles (0)
| Leyenda              |
| -------------------- |
| Grand Slam (0)       |
| Juegos Olímpicos (0) |
| WTA Finals (0)       |
| WTA 1000 (0)         |
| WTA 500 (0)          |
| WTA 250 (0)          |

#### Finalista (1)
| N.º | Fecha              | Torneos | Superficie    | Pareja     | Oponentes en la final        | Resultado        |
| --- | ------------------ | ------- | ------------- | ---------- | ---------------------------- | ---------------- |
| 1.  | 9 de abril de 2022 | Bogotá  | Tierra batida | Tara Moore | Astra Sharma Aldila Sutjiadi | 6-4, 4-6, [9-11] |

## Vida personal
Emina está casada con la tenista profesional Tara Moore.